# Osvaldo Laport
Ruben Osvaldo Jesús Udaquiola Laport (Juan Lacaze, Colonia; 12 de agosto de 1956) más conocido como Osvaldo Laport, es un 
actor, cantante, director de escena, activista y empresario uruguayo.

## Biografía
Laport nació en la ciudad uruguaya de Juan Lacaze, ubicada en el departamento de Colonia. Emigró hacia Argentina, más precisamente a la localidad de Don Torcuato (en el partido de Tigre, en la zona noroeste del Gran Buenos Aires) en donde comenzó sus estudios de teatro.
Su primera actuación fue en 1983, en la telenovela Cara a cara junto a Verónica Castro. Con el tiempo se le confiaron papeles cada vez más importantes, como en Gente como la gente (1985), Duro como la roca, frágil como el cristal (1986), Estrellita mía (1987), Tu mundo y el mío (1987-1988) y Pasiones (1988). Durante 1990 tuvo el papel protagónico en la versión argentino-venezolana de Pobre diabla, con Jeannette Rodríguez.
En 1991 consiguió un gran éxito al protagonizar Cosecharás tu siembra junto a Luisa Kuliok. Siguieron Más allá del horizonte (1994), El día que me quieras (1995), El último verano (1996), 90 60 90 Modelos (1997), y Milady, la historia continúa (1998). Por este año participó también de la coproducción argentino-uruguaya Maldita cocaína.
El gran éxito de Campeones de la vida (1999-2000) le hizo ganar el premio Martín Fierro como mejor actor de comedia. Luego volvió al cine con Solo un ángel, dirigida por Horacio Maldonado, y de nuevo a la televisión con Franco Buenaventura, el profe (2002) y la exitosa Soy gitano (2003).
Finalmente, protagonizó Amor en custodia (2005), Collar de Esmeraldas (2006), y durante 2007 interpretó a Martín Fierro en Son de Fierro (dicho personaje no guarda relación alguna con el famoso personaje gauchesco Martín Fierro, de José Hernández). Al finalizar este último programa, comenzó a desarrollar una carrera musical.
También interpretó a Vicente Soler en la exitosa teleserie chilena Brujas.
En el año 2010 protagonizó Alguien que me quiera, junto a Andrea del Boca, Susú Pecoraro y Miguel Ángel Rodríguez, entre otros. En el año 2012 Formó parte de la telenovela Lobo, junto a Gonzalo Heredia, Vanesa González, entre otros. La novela se descontinuó debido a la falta de audiencia. Volvió a ser convocado por Pol-Ka Producciones para formar parte del elenco de Sos mi hombre, en donde recobró la vida su antiguo personaje Guido Guevara (de Campeones de la vida). Entre 2013 y 2014 formó parte del elenco de Mis amigos de siempre, donde interpreta a Cholo, el padre de Simón (Nicolás Cabré) y de Guido (Victorio D´Alessandro).
En 2013 y 2014 trabajó como director de teatro, presentando la obra Las novias de Travolta, de Andrés Tulipano, con Adriana Salonia, Goly Turilli, Viviana Sáez y Patricia Viggiano. La recaudación se dedicó al Primer Congreso Argentino de Capacitación e Investigación sobre ELA (Esclerosis Lateral Amiotrófica).
En 2015 Laport participó en el programa La novela de la una, junto a Soledad Silveyra. Esta producción fue emitida por Telefe y tuvo como tema principal la canción "Para siempre" compuesta por Kany García.
En 2016 fue participante de  Bailando por un Sueño conducido por Marcelo Tinelli quedando eliminado frente a Charlotte Caniggia. También dirigió la obra BeatNik con actuaciones de Magui Bravi, Nahuel Mutt, Fabio Di Tomasso y Sebastián Francini.
En 2017 formó parte de la obra teatral Sálvese quien pueda con Emilio Disi, Florencia de la V, Federico Bal, Virginia Gallardo, Sebastián Almada y Ailén Bechiara, con producción de DABOPE, realizando una lograda temporada en Carlos Paz. A su vez, participó de la telenovela  Las Estrellas interpretando a Mario Estrella y se unió a la comedia teatral Plaza Suite con Arnaldo André (quien dirigió la obra), Raúl Taibo y Ana María Picchio, reemplazando a Viviana Sáez que era de la partida de la obra.
En 2018 participó en la telenovela 100 días para enamorarse interpretando a Gino, junto a Carla Peterson, Nancy Duplaá, Luciano Castro y Juan Minujín. También formó parte del elenco protagónico del espectáculo teatral Siddharta, la versión argentina basada en la novela de Hermann Hesse dirigida por Flavio Mendoza, Germán Barceló y Damián Mahler, junto a Facundo Mazzei, Karina la Princesita, Pietro Vicentini, Franco Friguglietti, Roberto Peloni y Pablo Sultani.
En 2019 formó parte de la obra teatral Rotos de Amor (que tuvo varias versiones muy logradas) dirigidos por Andrés Bazzalo y con producción de Javier Faroni, donde compartió elenco con: Hugo Arana (fallecido en 2020), Pepe Soriano (fallecido en 2023), Victor Laplace, Antonio Grimau y Roly Serrano. Realizaron giras por el interior de Argentina y temporada en Carlos Paz y Mar del Plata. A su vez, lanzó su propio vino bajo el nombre de "Osvaldo Laport wines". Asumió el cargo de director artístico y padrino del Teatro Seminari en Escobar, dejando el cargo en 2022 para abocarse a proyectos laborales y artísticos.
En 2020 se vio afectado por la pandemia de COVID-19 y sufrió un accidente doméstico que no pasó a mayores, debiendo pausar el proyecto de Rotos de Amor. A su vez, dirigió y protagonizó la obra teatral Detrás del arcoiris por streaming junto a Luisa Kuliok y Beto Casella.
En 2021 fue protagonista de  Bandido (filmada íntegramente en  Córdoba) una coproducción argentina-española que fue presentada como apertura del BAFICI interpretando a un reconocido y popular cantante conocido bajo el seudónimo de «Bandido», que está cansado de las giras, las grabaciones, la multitud y las fotografías. A su vez, formó parte de El Principito Sinfónico realizado íntegramente por Latin Vox Machine, junto a  ACNUR, OIM, UNICEF, AECID, la Embajada de Canadá y la Embajada de Francia, en una única fecha en el  Movistar Arena de Buenos Aires. También retomó Rotos de Amor realizando temporada en Mar del Plata.
En 2022 luego de participar del programa Almorzando con Juana con Juana Viale, debió ser internado por un diagnóstico de triquinosis, pero se recuperó favorablemente.
En 2023 dirigió la obra Oscuras rosas rojas negras con actuaciones de Daniel Valenzuela, Erica de Santurrieta, Viviana Sáez, Maru Gandolfo, Eugenia Blanco y Franco Loro. También participó de la película Partida junto a Miriam Lanzoni y Lucila Gandolfo. A su vez, protagonizó la película El señor de las ballenas junto a Malena Solda, Carlos Kaspar y Enrique Natale.Tuvo su propio programa de ficción, El Insomne, emitido por  El Nueve donde interpreta a un personaje que recorre lugares emblemáticos y que forman parte de la memoria colectiva de Argentina. A su vez, dirigió a Arnaldo André y Miriam Lanzoni (luego reemplazada por Paula Volpe) en la obra teatral El Engache estrenada en el Teatro Broadway y luego realizando una gira nacional e internacional.
En 2024 terminó abruptamente su amistad con  Solita Silveyra tras realizar la obra teatral La Fuerza del Cariño, alegando malestar con Silveyra porque no se mostró muy comprometida con el proyecto. A su vez, protagonizó la película Hombre Muerto interpretando a Almeida, junto a Diego Velázquez, Daniel Valenzuela, Roly Serrano, Sebastián Francini, Oliver Kolker, Yanina Campos y Harold Agüero, dirigida por Andrés Tambornino y Alejandro Gruz. También formó parte de Inmaduros junto a Fabián Vena, Alejandro Muller, Viviana Sáez, Jazmín Laport y Luly Drozdek, estrenando en el Teatro Melos de Carlos Paz.
Actualmente, forma parte del elenco protagónico de La Sirenita interpretando al Rey Tritón, junto a Albana Fuentes, Evelyn Botto, José María Listorti y Pablo Turturiello, con producción de Ozono Producciones, MP y Carlos Rottemberg, con dirección a cargo de Ariel Del Mastro, Marcelo Caballero y coreografías de Analía González. Su estreno fue el 5 de junio en el Teatro Gran Rex.

## Carrera de cantante
En 2005, Laport inició una carrera como cantante. En 2007 publicó su primer álbum, titulado Ojalá, de estilo melódico, y dirigido al público que lo sigue a través de sus novelas.
El vuelco hacia el género popular se dio sutil y naturalmente cuando surgió la posibilidad de realizar un evento para recaudar fondos para Tiago, el niño que apadrina Osvaldo hace ya varios años ayudándolo para convivir con la enfermedad denominada osteogénesis imperfecta (o «huesos de cristal»).
En 2011 editó su segundo álbum, llamado Resonancia, con el que siguió conectándose con el folclore y la música popular a través de incontables shows y presentaciones en todo Buenos Aires y en el interior del país.

## Discografía
- 2007: "Ojalá" - FEG DISCOS S.A.
- 2011: "Resonancia" - GLD DISTRIBUIDORA S.A.
- 2020: "El Aviador" El Principito Sinfónico - Latin Vox Machine

## Embajador del ACNUR
En 2004, Laport donó al ACNUR (Alto Comisionado de las Naciones Unidas para los Refugiados) un porcentaje de las ganancias de su perfume para hombres: Tiempo.
En 2006 fue nombrado «embajador de buena voluntad» del ACNUR. En junio de 2009 viajó a la República Democrática del Congo (África) como embajador.
Las vivencias de su viaje fueron presentadas en un documental.
Actualmente continúa siendo parte de esta organización.

## Vida personal
Desde 1979 está casado con la actriz argentina Viviana Sáez, con quien tiene una hija Jazmín, nacida en 1995, que al igual que sus padres es actriz. Viven en una casa de campo en la localidad de Benavídez, en el Gran Buenos Aires. Laport es hincha y socio del club de fútbol uruguayo Nacional.

## Televisión
| Año       | País                                        | Título                                    | Personaje                                      | Notas                                |
| --------- | ------------------------------------------- | ----------------------------------------- | ---------------------------------------------- | ------------------------------------ |
| 1983      | Bandera de Argentina                        | Cara a cara                               | Bruno López                                    | Reparto secundario (80 episodios)    |
| 1984      | Bandera de Argentina                        | Lucia Bonelli                             | Eduardo Bonelli                                | Reparto secundario (39 episodios)    |
| 1985-1986 | Bandera de Argentina                        | Duro como la roca, frágil como el cristal | Vicente Morales                                | Reparto secundario (141 episodios)   |
| 1986      | Bandera de Argentina                        | Amor prohibido                            | Antonio de Molina                              | Reparto secundario (77 episodios)    |
| 1987      | Bandera de Argentina                        | Estrellita mía                            | Miguel Ángel Aldama                            | Reparto secundario (160 episodios)   |
| 1987-1988 | Bandera de Argentina                        | Tu mundo y el mío                         | Rubén Gómez                                    | Reparto secundario (110 episodios)   |
| 1988      | Bandera de Argentina                        | Ella contra mí                            | Roberto Díaz                                   | Reparto secundario (29 episodios)    |
| 1988      | Bandera de Argentina                        | Pasiones                                  | Juan Montijo                                   | Reparto secundario (160 episodios)   |
| 1990-1991 | Bandera de Argentina · Bandera de Venezuela | Pobre diabla                              | Ariel Mejía-Guzmán (hijo)                      | Protagonista (149 episodios)         |
| 1991-1992 | Bandera de Argentina                        | Cosecharás tu siempre                     | Luca Vanzini/Ricardo Franchi/Felipe Bonano     | Protagonista (120 episodios)         |
| 1994      | Bandera de Argentina · Bandera de Italia    | Más allá del horizonte                    | Enrique Muñiz/Catriel/Adalberto Muñiz Olazábal | Protagonista (200 episodios)         |
| 1994-1995 | Bandera de México · Bandera de Argentina    | El día que me quieras                     | Luis "Lucho" Bustamante                        | Protagonista (195 episodios)         |
| 1996      | Bandera de Argentina                        | 90-60-90 modelos                          | Martín Lescano                                 | Reparto principal (192 episodios)    |
| 1996      | Bandera de Argentina                        | El último verano                          | Diego Moran                                    | Protagonista (80 episodios)          |
| 1997      | Bandera de Uruguay                          | Subterraneos                              | Daniel "Danny" Figueroa                        | Protagonista (1 episodio)            |
| 1997-1998 | Bandera de Argentina                        | Milady, la historia continúa              | Federico de Valladares                         | Protagonista (120 episodios)         |
| 1999-2001 | Bandera de Argentina                        | Campeones de la vida                      | Guido Guevara                                  | Protagonista (500 episodios)         |
| 2001      | Bandera de Argentina                        | Tiempo final                              | Sebastián "Ep32: Pleno centro"                 | Participación (1 episodio)           |
| 2002      | Bandera de Argentina                        | Franco Buenaventura, el profe             | Franco Buenaventura                            | Protagonista (175 episodios)         |
| 2003-2004 | Bandera de Argentina                        | Soy gitano                                | Amador Heredia                                 | Protagonista (251 episodios)         |
| 2004      | Bandera de Argentina                        | La niñera                                 | Franco Buenaventurinsky                        | Participación (1 episodio)           |
| 2005      | Bandera de Argentina                        | Amor en custodia                          | Juan Manuel Aguirre                            | Protagonista (210 episodios)         |
| 2005      | Bandera de Chile                            | Brujas                                    | Vicente Soler Márquez/Vicente Fontaine Márquez | Participación (37 episodios)         |
| 2006      | Bandera de México                           | Amor en custodia                          | Juan Manuel Aguirre                            | Participación (1 episodio)           |
| 2006      | Bandera de Argentina                        | Collar de esmeraldas                      | Martín Rivera/Federico Salinas                 | Protagonista (122 episodios)         |
| 2007-2008 | Bandera de Argentina                        | Son de Fierro                             | Martín Fierro                                  | Protagonista (251 episodios)         |
| 2008      | Bandera de Argentina                        | Socias                                    | Román López                                    | Participación (3 episodios)          |
| 2009      | Bandera de Argentina                        | Un amigo en el infierno                   | Conductor                                      | Rol principal (Documental)           |
| 2010      | Bandera de Argentina                        | Alguien que me quiera                     | Rodolfo "El Negro" Rivera                      | Protagonista (185 episodios)         |
| 2011      | Bandera de Argentina                        | Los Únicos                                | Amador Heredia                                 | Participación (1 episodio)           |
| 2012      | Bandera de Argentina                        | Lobo                                      | Don Lisandro Andrés Díaz Pujol                 | Antagonista (53 episodios)           |
| 2012-2013 | Bandera de Argentina                        | Sos mi hombre                             | Guido Guevara                                  | Participación (10 episodios)         |
| 2013      | Bandera de Argentina                        | Inconsciente colectivo                    | Diputado Hernán Barbosa                        | Reparto principal (8 episodios)      |
| 2013-2014 | Bandera de Argentina                        | Mis amigos de siempre                     | Domingo "Cholo" Alarcón                        | Elenco principal (160 episodios)     |
| 2015      | Bandera de Argentina                        | Conflictos modernos                       | Casola "Ep5: María y María"                    | Participación (1 episodio)           |
| 2015      | Bandera de Argentina                        | La novela de la una                       | Él mismo                                       | Presentador (121 episodios)          |
| 2016      | Bandera de Argentina                        | Bailando por un sueño                     | Participante                                   | Él mismo (14 episodios)              |
| 2017-2018 | Bandera de Argentina                        | Las Estrellas                             | Mario Estrella                                 | Participación (10 episodios)         |
| 2018      | Bandera de Argentina                        | 100 días para enamorarse                  | Gino “Bambi” Salinas                           | Personaje Secundario (117 episodios) |
| 2022      | Bandera de Argentina                        | Almorzando con Juana                      | Él mismo                                       | Participación                        |
| 2023      | Bandera de Argentina                        | El Insomne                                | Él mismo                                       | Conductor (4 episodios)              |

## Cine
| Año  | Título                   | Personaje                 | País              |
| ---- | ------------------------ | ------------------------- | ----------------- |
| 1996 | Subterráneos             | Mariano Solarte           | Uruguay           |
| 2001 | Maldita cocaína          | Daniel "Danny" Fosca      | Argentina Uruguay |
| 2005 | Solo un ángel            | Gonzalo Robles            | Argentina         |
| 2019 | 4 metros                 | Carlos Montero            | Argentina         |
| 2021 | Bandido                  | Roberto «Bandido» Benítez | Argentina         |
| 2024 | El señor de las ballenas | Popei                     | Argentina         |
| 2024 | Hombre Muerto            | Almeida                   | Argentina         |

## Teatro
| Año       | Título                        | Personaje                           | Sala                           |
| --------- | ----------------------------- | ----------------------------------- | ------------------------------ |
| 2016-2017 | Sálvese quien pueda           | Doctor Pietrapane                   | Teatro del Sol                 |
| 2017-2018 | Plaza Suite                   | Jesse Kiplinger Roy Hubley Sam Nash | Teatro Santa Fe                |
| 2018      | Siddharta: Buscando la verdad | El Emperador                        | Teatro Broadway                |
| 2021      | El Principito Sinfónico       | Aviador                             | Movistar Arena de Buenos Aires |
| 2019-2022 | Rotos de Amor                 | Artemio                             | Teatro del Sol 2               |
| 2024      | La Fuerza del Cariño          | Alan                                | Multiteatro Comafi             |
| 2024      | Inmaduros                     | Alfie                               | Teatro Melos                   |
| 2025      | La Sirenita                   | Rey Tritón                          | Teatro Gran Rex                |

### Como director
| Año                      | Título                         | Elenco                                                                                       | Sala                                                   |
| ------------------------ | ------------------------------ | -------------------------------------------------------------------------------------------- | ------------------------------------------------------ |
| 2004-2010-2013-2014-2015 | Las Novias de Travolta         | Adriana Salonia Goly Turilli Viviana Sáez Patricia Viggiano                                  | Teatro MovieCenter Teatro El Galpón Teatro Chacarerean |
| 2016                     | Beatnik: una historia verídica | Magui Bravi Nahuel Mutt Fabio Di Tomasso Sebastián Francini                                  | Teatro Maipo                                           |
| 2020                     | Detrás del Arcoiris            | Beto Casella Luisa Kuliok                                                                    | Streaming                                              |
| 2021                     | El Principito Sinfónico        | Mariel García Águila Xavier Fernández Wilson Hidalgo                                         | Movistar Arena de Buenos Aires                         |
| 2023                     | Oscuras rosas rojas negras     | Daniel Valenzuela Erica de Santurrieta Viviana Sáez Maru Gandolfo Eugenia Blanco Franco Loro | La Nuevamueca Teatro                                   |
| 2023                     | El Engache                     | Arnaldo André Miriam Lanzoni Paula Volpe                                                     | Teatro Broadway                                        |
| 2024                     | Limas de Sicilia               | Noemi Morelli Jazmín Laport Federico Dopico Daniel Topino                                    | Teatro Border                                          |

## Literatura
| Año  | Obra                          | Editorial         |
| ---- | ----------------------------- | ----------------- |
| 2018 | Por lo que usted y yo sabemos | Editorial Planeta |

## Premios y nominaciones
| Año  | Premio                 | Categoría                         | Programa             | Resultado |
| ---- | ---------------------- | --------------------------------- | -------------------- | --------- |
| 1999 | Premio Martín Fierro   | Actor protagonista de comedia     | Campeones de la vida | Ganador   |
| 2001 | Premio Martín Fierro   | Actor protagonista de comedia     | Campeones de la vida | Nominado  |
| 2005 | Premio Martín Fierro   | Actor protagonista de novela      | Amor en custodia     | Ganador   |
| 2006 | Premio Martín Fierro   | Actor protagonista de novela      | Collar de Esmeraldas | Nominado  |
| 2007 | Premio Martín Fierro   | Actor protagonista de comedia     | Son de fierro        | Nominado  |
| 2012 | Premio Martín Fierro   | Participación especial en ficción | Sos mi hombre        | Nominado  |
| 2016 | Premios VOS            | Mejor Actor                       | Enredados            | Nominado  |
| 2022 | Premio Estrella de Mar | Mejor labor en comedia dramática  | Rotos de Amor        | Nominado  |